# Johann Philipp Fresenius

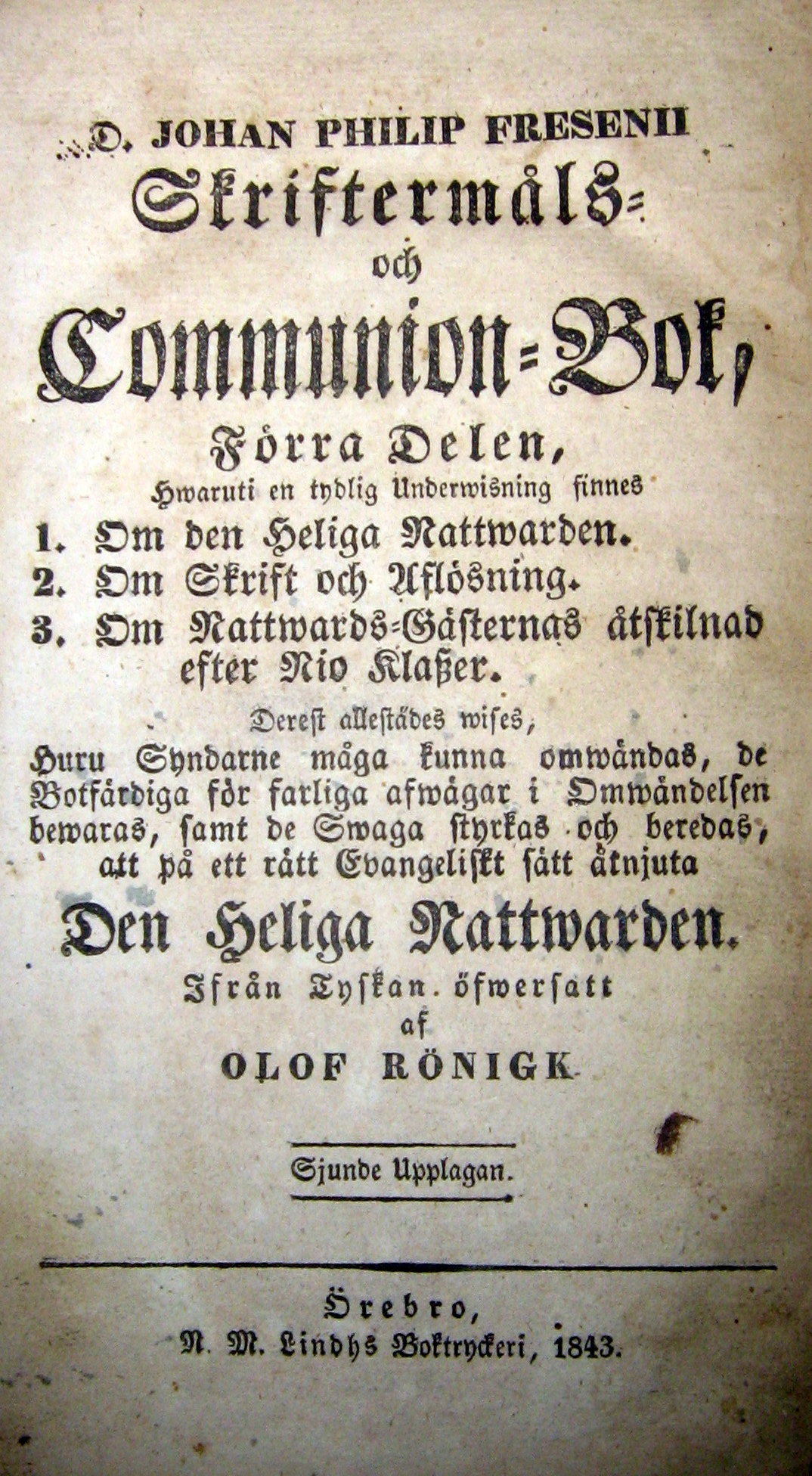
Sjunde svenska utgåvan av Fresenii Skriftemåls- och communionbok.

Johann Philipp Fresenius, född 22 oktober 1705 i Nieder-Wesen, död 4 juli 1761 i Frankfurt am Main, var en tysk teolog.
Fresenius blev präst i Frankfurt am Main 1743. Han var som kyrkopolitiker luthersk-ortodox men i sin praktiska själasörjarverksamhet påverkades han av pietismen. Mot herrnhutismen och dess ledare Nikolaus Ludwig von Zinzendorf förde han en skarp polemik. Fresenius var familjen Goethes själasörjare och omnämns i Dichtung und Wahrheit, 4:e boken, liksom han är förebilden till överhovpredikanten i Bekentnisse einer schönen Seele i Wilhelm Meisters Lehrjahre. Fresenius Beicht- und Kommunionbuch (1746, svensk översättning Skriftemåls- och communionbok 1753, 12:e upplagan 1874, Nattvardsbok, 1887) fick stor spridning även utanför Tyskland.